# 한러 관계
한러 관계는 대한민국과 러시아 사이의 관계를 말한다. 한국전쟁에 소련이 간접적으로 참여하는 등 대한민국과는 적대적인 관계였으나, 1990년 한소 수교 이후 두 나라의 관계는 정상화되었다. 하지만 녹둔도 문제 등 잠재적인 영토 문제가 아직 남아있다. 2022년 러시아의 우크라이나 침공 전쟁 이후 러시아는 대한민국, 대만, 일본, 미국, 유럽 국가 등 자유민주주의 체제를 가진 국가들을 비우호 국가 목록에 올렸다.

## 시작

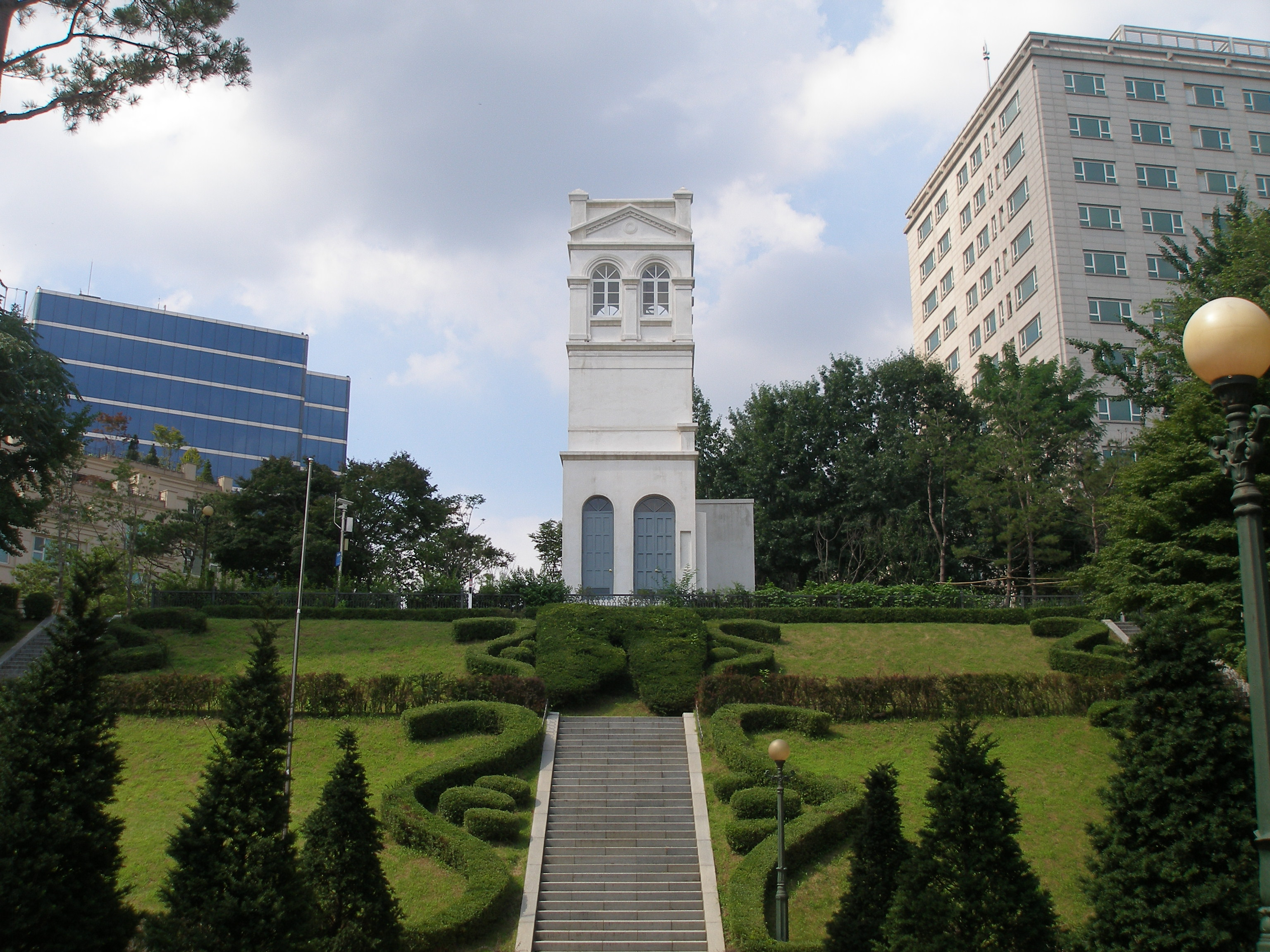
구 러시아 공사관

### 러시아 제국-조선 관계
한국과 러시아와의 관계는 나선 정벌부터 시작되었다. 그 당시에는 러시아를 아라사라고 불렀으며 조선군은 청나라군과 같이 두 차례 아라사군과 싸운 경험이 있었다. 나선 정벌 당시에는 서로에 대해서 잘 알지 못했으나, 러시아인들이 한반도에 대한 관심을 가지기 시작한 것은 19세기 후반이다. 1858년 아이훈 조약과 1860년 베이징 조약으로 원래 청나라의 일부였던 외만주가 러시아 영토가 되면서 녹둔도가 조선에 대한 아무런 통보 없이 일방적 그리고 무단으로 러시아 영토가 되었으며 두만강 하류를 사이에 두고 러시아와 국경을 맞대게 된 이후부터 시작된다. 또한 동북아시아 지역에서 남진정책을 추구하던 러시아의 선박이 함경도 지역을 관측하면서 조선에게 수교를 요구하기도 하였으며, 조선인들의 연해주 이주 또한 양국 간 현안 중 하나였다.
이때부터 그 대부분 기간 동안 러시아인들은 한반도 정책을 대체로 안보·전략적 고려에서 수행하였다. 여기에서 한 가지 주목할 점은 러시아는 러시아제국부터  동북아시아에서 항상 수세적인 위치에 있었다는 것이다. 이는 양 시기 모두 러시아인들의 대외 팽창정책이 다른 지역에서는 대단히 성공적이었던 점을 고려하면 예외라고 할 수 있다. 동북아시아 지역에서만은 러시아인들의 진출과 팽창은 늘 경쟁 해양세력 국가들로부터 견제를 당했고, 항상 이 지역에서만은 러시아인들은 우방국가를 가지지 못하고 고립되어 있었다. 그리하여 러시아인들은 한반도에 접근함에 있어 19세기 말이나 2차대전 이후에나 자신들의 영향력이 어느 정도 보장되는 수준에 만족했다. 즉, 동북아시아 지역전체는 물론이고 한반도 자체에 대한 패권적인 기도는 가지지 않았던 것으로 볼 수 있다.
19세기 말, 러시아 제국이 일본 제국 · 청나라와 함께 조선에 영향력을 키우기 시작할 무렵, 한러 관계가 본격화되었다. 조선과 러시아 제국은 1884년에 조·러 통상 조약을 통해 외교 관계를 수립했다. 그 이후에 대한제국 고종이 러시아 대사관에 피신한 사건(아관파천 1896~97년)을 계기로 러시아는 조선에 강한 영향력을 갖기 시작하였다.  러시아는 군사고문단 등을 통해 적극적으로 대한제국의 정치에 개입하며 일본의 침략정책에 제동을 걸기 시작했다. 1903년에는 러시아가 평안도 용암포를 무단 및 무력으로 점령하고 조차를 요구하는 용암포 사건이 발생하였다. 러일전쟁이 일어난 직후인 1904년 2월 12일, 러시아 공사가 철수함에 따라 대한제국과 러시아는 국교가 단절되었다. 러일 전쟁(1904년 2월 8일~1905년 가을)에서  일본이 승리한 뒤, 양국이 맺은 포츠머스 조약(1905년 9월 5일)을 통해, 러시아는 일본의 조선 지배를 인정하였다.

## 대한민국과의 관계

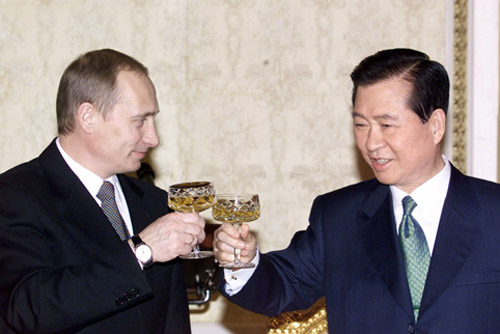
김대중 대통령과 블라디미르 푸틴 대통령(2001년)

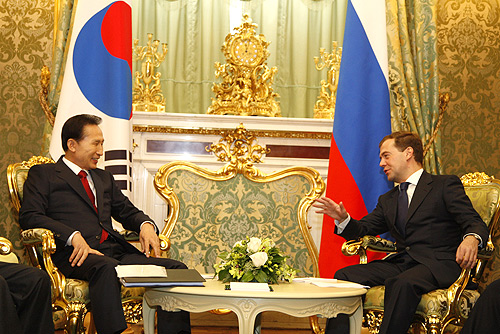
한국의 이명박 대통령과 러시아의 드미트리 메드베데프 대통령

### 대한민국과 소비에트 사회주의 연방공화국 간 관계
대한민국과의 관계는 소련과 처음부터 비 우호적인 관계에서 출발하였는데, 이는 소련이 남한이 아닌 북한을 한반도 유일 합법정부 및 국가로 인정하였고, 남침을 감행한 북한과 김일성을 지원하였기 때문이다.  1950년 1월 29일, 북조선 주재 소련 대사 테렌티 스티코프는 대한민국 정부의 비공개회의(1월 6일)의 내용을 외무부에 보고했다. 그 내용은 1) 분쟁 발생시 미국이 한국을 도와줄 희망은 별로 없다는 것, 2) 미국은 대만방어를 위해 장제스를 도와주지 않을 것이라는 것, 3) 영국의 중국 승인(1950년 1월 6일)은 서방의 북한 승인이나 마찬가지라는 것이었다. 한국전쟁 이후에도 소련은 북한과 조소 동맹조약을 체결하며 남한과 불편한 관계를 유지하였다. 특히 소련은 남한의 유엔가입에 유엔안보리 상임이사국 자격으로 계속 반대표를 던지기도 하였다.
소련이 대한항공 민항기를 민스크 상공에서 격추시키는 대한항공 007편 격추 사건이 발생하며 양국 간 긴장이 심화되기도 하였다. 1980년대 중반 이후 소련 한반도 정책은 상당히 변화하였다. 그것은 소련 사회주의 체제의 붕괴 과정과 직접 관련이 있다. 그러한 체제 전환의 혼란기에서 소련 말기 고르바초프 정부나 신생 러시아연방의 옐친 정부 모두에게 있어 한반도 정책은 대체로 국내사정의 연장에서 형성되었다. 고르바초프 정부의 경우 그것은 국내 경제의 회복이라는 과제였다고 할 수 있다. 그리하여 한반도 정책의 골자는 한편으로는 소련이 필요한 경제적 도움을 한국으로부터 구하고 다른 한편으로는 소련에 부담이 되는 북한과의 경제협력 양식을 상업적 원칙에 따라 전환하는 것이었다. 고르바초프 정부의 입장에서 한국과의 수교란 그에 필요한 외교적 환경을 형성하는 데에 필요한 보완적인 조치였다. 따라서 한국과의 수교에도 불구하고 고르바초프 정부는 남·북한을 대상으로 한 정치·외교적 관계의 근본적인 변화를 추구한다든지 한반도 상황의 개선 혹은 해결에 필요한 정치적 역할을 담당할 의사는 없었던 것이다.
소련 붕괴 이후 러시아연방의 옐친 정부에서도 1993년 말 -1994년 초를 기점으로 한반도 정책에 새로운 변화가 나타났다. 그것은 러시아 사회에 급격히 확산된 민족주의 정서가 러시아 외교노선 전반에 영향을 미친 결과였다. 따라서 한반도에 대한 러시아 연방의 정책 변화도 이러한 국내 정국의 변화와 맥을 같이 하였다. 즉 1993년 후반기 이후 민족주의 정서의 확산이 러시아 연방 정부로 하여금 국제무대에서 상실한 강대국으로서의 위상을 다시금 과시하도록 노력하게 만들었고, 그리하여 러시아 연방은 서방과의 공동보조보다는 독자적 입장에서 한반도 문제를 다루려는 새로운 시도를 보였다. 북한 핵문제에 대한 입장 변경이나 북한과의 동맹관계 재확인 등은 옐친 정부의 그러한 시도로 이해된다.
노태우 정부의 북방 정책은 이러한 러시아의 대한 외교정책에서 변화가 이뤄지는 가운데 실행되었으며, 동유럽을 위시로 한 사회주의 위성 국가들과 외교 관계 수립 이후, 궁극적으로 중화인민공화국과 소련과 외교 관계 수립을 추구하였다. 그러한 정책의 일환 중 하나로, 한국은 88올림픽 개최 당시 사회주의 국가들을 자국 올림픽에 초대하였다. 대한민국의 수도 서울에서 개최된 1988년 하계 올림픽에서는 소련 대표팀이 참가하여 소련이 금메달 55개로 종합 1위를 차지하였다.

### 한러 관계
1990년 6월 3일 미국 정찰위성이 조선민주주의인민공화국에서 신형 중거리 탄도 미사일을 포착했다는 사실이 널리 알려졌다. 이튿날 6월 4일 노태우 대통령과 고르바초프 대통령이 미국 샌프란시스코에서 역사적인 한국·소련 정상회담을 가졌고, 9월 30일 한국·소련 국교 정상화를 이룩하였다. 노태우 대통령이 소련 모스크바에 가서 12월 14일 한국·소련 정상회담을 가진 뒤 모스크바 선언을 채택한다. 이듬해 1991년 고르바초프 대통령이 대한민국 제주도에 방문하여 4월 19일 한반도의 냉전종식 및 한소 경제협력 등에 대해 구체적으로 논의하는 한국·소련 정상회담을 가졌다. 수교 이후 양국은 각자의 수도에 대사관을 설치하였으며, 총영사관 및 영사관 또한 설치하였다.
주소련 대한민국 대사관 초대 대사는 공로명이었다. 이러한 수교의 정책 수단은 한국의  경제력이었다. 한-소 수교시에 대한민국은 소련에 30억USD의 차관을 제공하기로 합의하였다. 소련이 해체된 이후엔 러시아 연방이 소련의 국가 승계를 주장하였고, 한소 관계에서 한러 관계로 개편되었다. 오늘날 두 나라는 경제, 문화, 군사, 우주 개발, 정치에서 대폭적인 협력을 이루고 있다. 한국은 러시아와 불곰사업을 통해서 자체 유도미사일과 기갑 차량 장비의 현대화를 추진할 수 있었다.
2010년 9월 30일 한러수교 20주년을 맞이했다. 지난 17년간 한러간 교역량이 52배 증가했다. 2009년 4월 11일 러시아산 천연가스가 가스공사 통영생산기지를 통해 국내에 최초로 도입되었다. 2010년 1월 GS칼텍스는 ESPO 75만 배럴을 수입했다. 한국 최초의 러시아산 원유 도입이다. 2010년 6월 3일 대우조선해양이 극동 블라디보스토크 지역에 기존의 군함 건조용 쯔베즈다 조선소를 확충하여 상선, 해양, 특수선 분야를 모두 갖춘 러시아 최대 규모 조선소를 설립키로 합의했다. 2010년 9월 21일 현대자동차가 15만대 규모인 러시아 상트페테르부르크 공장을 준공했다. 시제품에 정몽구 회장을 태우고 블라디미르 푸틴 총리가 직접 운전을 했다. 2000년대 후반부터 의료관광의 목적으로 대한민국을 방문하는 경우가 많다. 2014년 1월 1일부터는 대한민국과 러시아는 무비자관광을 통해 무비자로 입국이 가능하게 되었다.
러시아-우크라이나 전쟁에서 양국 관계는 악화일로를 겪고 있다.

### 연해주에서 한러 경제협력
조선 후기에 적지 않은 조선인들이 연해주 지방으로 이주하여 살고 있었으며, 일제강점기 시절에도 많은 조선인들이 만주, 간도, 그리고 연해주 지역으로 이주해서 살고 있었다. 고려인들은 1869년 북경조약 이래 러시아 연해주에 정착해 18만명이 살다가 1937년 스탈린의 명령으로 시베리아로 강제이주되었다. 이 과정에서 상당수의 고려인들이 현재 카자흐스탄, 우즈베키스탄 지역에 다시 정착하였다. 오늘날 대순진리회가 연해주 농장을 운영하면서 고려인들의 연해주 정착을 돕고 있다.
2010년 6월 10일 김태호 경상남도 도지사가 러시아 연해주에 있는 경남농장을 방문, 트랙터를 이용해 파종작업을 했다. 2010년 6월부터 경상남도는 러시아 연해주 미하일로프카군에 50 ha 규모의 농장 운영을 시작했다. 연해주농업연구소에 운영을 위탁했으며, 2개 품종의 75톤 가량의 콩을 수확해 콩기름 공장에 판매할 계획이었다. 연해주 미하일로프카는 고려인들의 정착촌이다.
현대중공업은 러시아 연해주에 2012년까지 50,000 ha(1억5천만평, 여의도의 165배 면적, 서산농장의 5배 면적)의 농지를 마련할 계획이다.

## 재한 러시아인
현재 대한민국에 거주하는 러시아인 인구는 약 2만 명이며, 그 중 상당수는 고려인이나 이외에도 다양한 민족 출신의 러시아 국적자나 귀화자가 있다. 러시아인들은 1990년대부터 대한민국으로 이주하기 시작했으며, 주로 서울특별시나 부산광역시에 거주하고 있으며 일부 지역에서는 규모 있는 디아스포라 공동체를 형성하고 있다. 노동자나 학자, 의사로 일하러 오는 사람들도 있으며, 일부는 한국인과 결혼한 사람도 존재한다. 2009년에는 부산에 부산러시아학교가 개교하였다.

## 한국 정교회
한국 정교회의 시초는 19세기에 조선에 전파한 러시아 정교회가 시초라고 할 수 있다. 오늘날 한국의 정교회 신자는 약 2,000~3,000명으로 중요한 소수 종교 중 하나이다.

## 교민
러시아에는 15만명의 고려인들이 살고 있으며, 이들의 시초는 19세기에 조선에서 이주한 사람들이다. 주로 연해주에 거주했으며, 러시아어를 습득하고, 러시아 정교회로 개종하면서 연해주에는 최초의 스탈린에 의해 1930년대 후반에는 중앙아시아로 강제 이주를 당했다. 소련 붕괴 이후에는 다시 고려인들이 재이주했는데, 거의 대부분은 한국어를 모르지만 한국 문화는 보존하면서 한민족의 정체성을 유지하고 있다.
| 서울/인천 \|\| align=center\|ICN \|\| align=center\|RKSI \|\| 인천                    | ○대한항공(4개) : 모스크바(셰레메티예보), 블라디보스토크, 상트페테르부르크, 이르쿠츠크 ○아시아나항공(2개): 하바롭스크, 유즈노사할린스크 |
| 하바롭스크 \|\| align=center\|KHV \|\| align=center\|UHHH \|\| 하바롭스크             | ○오로라항공 : 서울(인천) |
| 유즈노사할린스크 \|\| align=center\|UUS \|\| align=center\|UHSS \|\| 유즈노사할린스크 | ○오로라항공 : 서울(인천) |
| 블라디보스토크 \|\| align=center\|VVO \|\| align=center\|UHWW \|\| 블라디보스토크     | ○오로라항공(2개) : 서울(인천), 부산 ○S7 : 서울(인천)                                                                                   |
| 모스크바 \|\| align=center\|SVO \|\| align=center\|UUEE \|\| 셰레메티예보             | ○아에로플로트 : 서울(인천) |

## 같이 보기
- 주한 러시아 대사관
- 주러시아 대한민국 대사관
- 주부산 러시아 총영사관